# Kościół św. Jakuba Większego Apostoła w Dłużynie
Kościół świętego Jakuba Większego Apostoła w Dłużynie – rzymskokatolicki kościół parafialny należący do parafii pod tym samym wezwaniem (dekanat przemęcki archidiecezji poznańskiej).
Jest to świątynia ufundowana przez dziedzica dóbr Machcin, Waleriana Szeligi Bielińskiego i wzniesiona w latach 1838–1841 według projektu architektów: Petersona i Sollera. Budowniczym był Samuel Eckert ze Wschowy. W latach 1858–1859 została wzniesiona wieża, ufundowana przez Dziedzica Machcina, Mateusza Łakomickiego. Budowla została wzniesiona w stylu neorenesansowym, jest murowana i usytuowana na kamiennych fundamentach. Jednonawowy korpus powstał na planie wydłużonego prostokąta z dobudowaną od strony wschodniej przybudówką, zamkniętą trójbocznie, w której mieści się częściowo prezbiterium, za którym znajduje się zakrystia. Od strony zachodniej do nawy jest dostawiona na planie zbliżonym do kwadratu czterokondygnacyjna otynkowana wieża, której dwie ostatnie są węższe i oddzielone są gzymsem kordonowym z dachówki. Na tych kondygnacjach umieszczone są otwory okienne i żaluzjowe okiennice. nawę nakrywa dach dwuspadowy, wykonany z dachówki, na jego szczycie znajduje się sygnaturka, z kolei przybudówka nakryta jest dachem pięciopołaciowym, a wieża posiada wysoki sześciokątny ostrosłupowy dach wykonany z blachy miedzianej, wychodzący ze spłaszczonego dachu czteropołaciowego, zakończony puszką i krzyżem.